# Бакуліни
Баку́ліни (рос. Бакулины) — присілок у складі Орічівського району Кіровської області, Росія. Входить до складу Гарського сільського поселення.
Населення становить 11 осіб (2010, 11 у 2002).
Національний склад станом на 2002 рік — росіяни 91 %.